# مولي وايت (كاتبة)
مولي وايت (من مواليد 1993) هي مهندسة برمجيات أمريكية، ومحررة ويكيبيديا، ومتشككة في التعمية. ناقدة لصناعات سلاسل الكتل (ويب 3.0) والعملة المعماة اللامركزية،  تدير موقع الويب ويب 3.0 يسير بشكل رائع، الذي يوثق المخالفات في مجال التكنولوجيا هذا. لقد ظهرت في الأخبار المتعلقة بويب 3.0، واستُشيرت بشأن التشريع الفيدرالي لتنظيم صناعة العملات المعماة، واقترحت بنجاح أن تتوقف مؤسسة ويكيميديا عن جمع تبرعات بالعملات المعماة. تتطوع وايت أيضًا كمحررة في ويكيبيديا وهي من بين النساء الأكثر نشاطًا في الموقع. قامت بتحرير مجموعة من المقالات حول التطرف اليميني.

## تحرير ويكيبيديا
بدأت وايت في تحرير ويكيبيديا في سن 13 عامًا، وأصبحت إدارية في ويكيبيديا الإنجليزية بينما كانت لا تزال في المدرسة الثانوية. في البداية، كتبت وايت مقالات عن فرق الإيمو والمرأة في العلوم المفضلة لديها، لكنها جاءت لتكتب عن التطرف اليميني مثل غيمرغيت، وبوڨالو، غاب، وبارلر، وجاكوب وول أثناء إدارة دونالد ترامب. تلقت تغطية إخبارية سائدة لعملها في تحرير مقالة حول هجوم الكابيتول الأمريكي في 6 يناير. تحت اسم المستخدم "GorillaWarfare"، أجرت أكثر من 100000 تعديل بحلول أوائل عام 2022. قالت إن هذا العمل يلبي اهتمامها بالتحقق من صحة المعلومات عبر الإنترنت وإيمانها بأن نشر المعلومات يؤدي إلى تغيير مجتمعي. عملت لمدة ست سنوات في ويكيبيديا الإنجليزية في لجنة التحكيم، التي تفصل في نزاعات المحرر.
باعتبارها واحدة من المحررات الأكثر نشاطًا في ويكيبيديا، كانت وايت هدفًا منتظمًا للتحرش عبر الإنترنت، والتهديدات بالعنف، استقاء معلومات شخصية، والمطاردة على ويكيبيديا وخارج الموقع. كانت تجربتها موضوع خطاب كاثرين ماهر، المديرة التنفيذية لمؤسسة ويكيميديا، عام 2016 حول مضايقة المحررين. استهدفت وايت سابقًا بعد ظهور صورتها في حملة لجمع التبرعات للمؤسسة. تصاعدت المضايقات في عام 2018 بعد أن بدأت في تحرير مقالات ويكيبيديا حول العزوبة غير الطوعية وغيرها من المواضيع المثيرة للجدل.

## انتقاد العملة المعماة
في أواخر عام 2021، لاحظت وايت تحولًا في النغمة العامة حول العملات المعماة مع الدفع لاتخاذ الاتجاه السائد للعملات المعماة كتقنية افتراضية. أدى هذا إلى زيادة مخاوفها بشأن مدى ملاءمة العملة المعماة بشكل عام، بناءً على أداء المشاريع السابقة. بدأت في بحثها بمقالة ويكيبيديا حول ويب 3.0، وهي فكرة للويب تعتمد على اللامركزية وسلسلة الكتل. رغم الضجيج للمفهوم على وسائل التواصل الاجتماعي باستثمارات كبيرة رأس المال الاستثماري، فقد وجدت أن المصطلح غير محدد ومرتبط بالعديد من عمليات الغش والاحتيال وسحب البساط ‏ التي تؤثر على المستثمرين المستهلكين. أنشأت موقعًا إلكترونيًا بعنوان «ويب3 يسير على ما يرام» (بالإنجليزية: Web3 Is Going Just Great)‏ في ديسمبر 2021 لتوثيق هذه الحالات. يوفر موقع الويب جدولًا زمنيًا لمشاريع ويب 3.0 والعملات المعماة والخسائر التي تكبدها مستثمروها. لا تُغطي وسائل الإعلام الرئيسة العديد من قصصها،  وعلى النقيض من التغطية الصحفية لموقع ويب 3، فإن عناوينه الرئيسية غير مثيرة. وصفت ذا فيرج كتاباتها بأنها «مضحكة للغاية، وشبه سريرية» في توثيقها. يُعرض إجمالي الدولارات المفقودة بسبب فشل العملات المشفرة في زاوية موقع الويب. يتضمن الموقع أيضًا مسردًا للمصطلحات، وموارد منسقة حول سلسلة الكتل، ونقدًا مشروحًا لمقالة كيفن روز في نيويورك تايمز، «دليل الوافدين المتأخرين إلى العملات المعماة»، والتي اعتبرتها إعلانًا «غير مسؤول على الإطلاق» للعملات المعماة. نمت حركة المرور على موقع الويب بسرعة بعد أن أُدرج في أخبار الهاكر، ريديت، ومنشورات إخبارية متعددة، وتزايد عددها إلى 60.000 و100.000 زائر شهريًا بحلول نهاية العام. خلال هذا الوقت، عملت لعدة ساعات يوميًا على المدونة.
بحلول منتصف عام 2022، أصبح وايت معروفةً بين أبرز النقاد وأكثرهم دراية بصناعات العملات المعماة وويب 3.0 . ألقت وايت محاضرات في جامعة ستانفورد حول هذه المواضيع، وقدمت المشورة لشيلدون وايتهاوس، عضو مجلس الشيوخ الأمريكي بشأن التشريعات، وقدم التحقق من الحقائق لاستعلام الصحفيين. جعل ظهورها على المواقع الإخبارية ذات الصلة بويب 3.0، والبودكاست، والقوائم البريدية للتكنولوجيا تحظى بشعبية كبيرة. "محقق شكاوى ويب 3.0 غير رسمي"، وفقًا لموقع المعلومة. لديها عدد كبير من المتابعين بين المتشككين في العملات المعماة وفي أواخر عام 2022، اعتُرف به بين كل من فوربس الأشخاص "تحت 30 عامًا" في وسائل التواصل الاجتماعي ومجلة بروسباكت قائمة كبار المفكرين في العالم.
موضوع وايت على تويتر حول العيوب في مشروع العملة المشفرة المقترح Cryptoland بسرعة كبيرة وأدى إلى سخرية واسعة النطاق من المشروع غير النشط الآن. في في أوائل عام 2022، اقترحت أن تتوقف مؤسسة ويكيميديا عن قبول التبرعات بالعملات المعماة، والتي قالت إنها مرتبطة بالتقنيات المفترسة ولم تعد أخلاقية. بعد تصويت المجتمع بدعم الأغلبية بين محرري ويكيبيديا المشاركين، اعتمدت المؤسسة اقتراحها في مايو 2022. كما أنها ترى أيضًا آثارًا على الخصوصية والمضايقات من خلال إتاحة سجل معاملات الفرد بالكامل بشكل دائم ويمكن الوصول إليه للجمهور عبر سلسلة الكتل، وقد فُوجِئَتْ بعدد قليل من الشركات التي تعتبر نواقل إساءة الاستخدام. وفقًا لوايت، «في أي وقت تتحدث فيه عن أخذ محتوى من إنشاء المستخدمين ووضعه في التخزين غير القابل للتغيير، ستواجه مشكلات خطيرة حقًّا.» وهي ترى أن العملات المعماة لم تُضف طابعًا ديمقراطيًاّ على الويب ولكنها أدت إلى تفاقم عدم المساواة، مشيرة إلى أن تقنيات ويب 3.0 أعادت بالفعل مركزية السلطة تحت سيطرة عدد قليل من المستثمرين الأثرياء، والعديد منهم بالفعل مؤثرون جدًا في تشكيل المشهد الحالي لتكنولوجيا الويب، وفقًا لوايت. وتقول أيضًا إن حالات الاستخدام الإيجابي للتكنولوجيا تتألف إلى حد كبير من المواقف التي يكون فيها «أي بديل أفضل مما هو موجود»، مثل إرسال الأموال إلى الأشخاص الذين يكافحون من أجل العيش في الدول الخاضعة للعقوبات.
دعت وايت إلى التنظيم الفيدرالي لصناعة العملات المعماة. وقعت على خطاب يونيو 2022 إلى الكونغرس الأمريكي مع 25 تقنيًّا آخر يحث على التنظيم. تنص الرسالة، جزئيًا، على أن تقنية سلسلة الكتل «غير مناسبة تقريبًا لكل غرض يُروج له حاليًا على أنها مصدر حالي أو محتمل للمنفعة العامة». عارضت وايت الاقتراح التنظيمي للعملات المعماة المقدم من أعضاء مجلس الشيوخ كيرستن جيليبراند وسينثيا لوميس لتساهلها مع الصناعة. وقالت إنه يتم التعامل مع العملات المعماة كاستثمارات استهلاكية، وكأنها ورقة مالية أكثر من كونها سلعة، ويجب التعامل معها من قبل هيئة الأوراق المالية والبورصات الأمريكية، وليس لجنة تداول السلع الآجلة.
في حديث SXSW في مارس 2023، ادعت وايت أن تحول صناعة التكنولوجيا إلى الذكاء الاصطناعي أظهر نمطًا مشابهًا من الضجيج والتغطية الإعلامية غير النقدية كما حدث مع تقنية سلسلة الكتل.

## الحياة الشخصية والمهنية
ولدت وايت عام 1993 ونشأت في مين. أثناء حضورها في مدرسة كامدن هيلز الثانوية الإقليمية ‏ في روكبورت، تدربت وايت في مختبر وكالة ناسا الممول من جامعة ماين والذي بحث في أجهزة استشعار وحدة الموائل القمرية. التحقت بجامعة نورث إيسترن في بوسطن، حيث شاركت في اثنان تعاونية مع مطور برامج التسويق هاب سبوت. بعد تخرجها بدرجة البكالوريوس في علم الحاسوب في عام 2016، واصلت العمل هناك مهندسة برمجيات لمدة ست سنوات، حتى مايو 2022، عندما استقالت للتعافي من الإرهاق. اعتبارًا من أواخر عام 2022، أصبحت إحدى الشركات التابعة لمركز بيركمان كلاين للإنترنت والمجتمع التابع لجامعة هارفارد.
تعيش وايت في منطقة بوسطن الكبرى ‏. وهي تحمل آراء يسارية تميل نحو الاشتراكية.

## أنظر أيضًا
- فقاعة العملة المعماة

## روابط خارجية
- الموقع الرسمي
- ويب 3.0  يسير بشكل رائع